# Hyacinthe Sigismond Gerdil

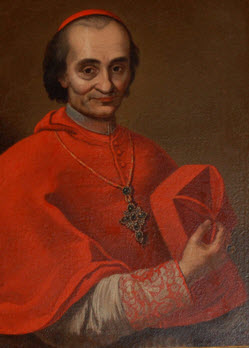
El cardenal Gerdil

Hyacinthe Sigismond Gerdil fue un cardenal, célebre escritor, filósofo y teólogo. Nació el 23 de junio de 1718 en Samoens, pequeña ciudad de Saboya. 
Recibió su primera educación en el seno de su familia y más tarde frecuentó las escuelas de los bernabitas de Thonon y de Annecy, en donde se señaló bien pronto por su precoz ingenio. Iba frecuentemente en compañía de su padre a Ginebra, en donde sostenía frecuentes discusiones con los calvinistas, siendo su obra predilecta la Historia de las Variaciones de Bossuet que citaba casi de continuo. En 1732 ingresó en el noviciado de los bernabitas de Bonneville, y concluido este fue enviado a Bolonia a estudiar teología. Allí se hizo notar del célebre Arzobispo Lambertini, más tarde Benedicto XIV, quien se valió de la pluma del joven bernabita para su obra de Servorum Dei beatificatione et de Beatorum canonizatione. Allí también, bajo la dirección del célebre Corticelli, aprendió la lengua italiana con tanta perfección que llegó a serle tan familiar como la francesa que era la suya propia, dando de ello una señalada prueba en su primera obra, escrita en italiano con el título de Introducción al estudio de la religión, que dedicó a Benedicto XIV. Su espíritu siempre activo abrazó con una energía increíble todos los ramos de los conocimientos humanos, ganándose la amistad y estimación de los sabios más notables de Bolonia, de Bianconi, Zanutli, Manfredi, además de Lambertini, ya citado.
En 1735, a la edad de 19 años, fue nombrado profesor de filosofía en Macerata, y eclipsó bien pronto a los demás profesores sin pretender hacer patente su superioridad. Su carácter amable y dulce le granjeaba el afecto de todos así como su talento y su saber inspiraban admiración; por esto, cuanto menos quería ser conocido, tanto más era buscado por los sabios. De Macerata pasó a una cátedra de filosofía a Caral Monferrato, en donde fue conocido de la familia real y llamado en 1740 a Turín fue creado secretario de la academia fundada por Víctor Amadeo, duque de Saboya. En 1747 y 1748 publicó algunos escritos que le aseguraron el nombre de filósofo inteligente. El plan de vida que se propuso entonces y al que siempre fue fiel se redujo a dos puntos: combatir la herejía y defender la doctrina católica. Había estudiado y conocía a fondo los sistemas de Locke, Spinoza, Descartes y Malebranche, y combatió vigorosamente a los pseudofilósofos de Francia, conquistándole su obra Historia de la antigua filosofía griega, los sufragios del sabio Brucker, quien se valió de las investigaciones de Gerdil sobre las escuelas jónicas y pitagóricas.

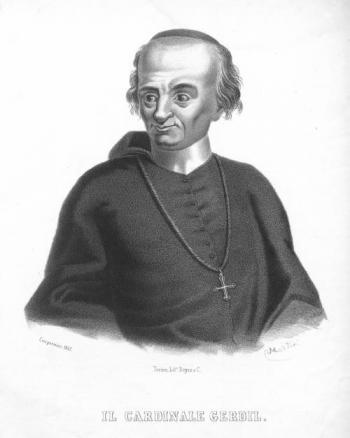
Grabado del cardenal Gerdil

Más tarde protestó en una carta fechada en Turín el 7 de abril de 1769 contra las aserciones del sabio alemán, que pretendía haber sentado Gerdil que no existía diferencia alguna esencial entre la doctrina de la creación y la de la emanación, igualmente admitida por muchos Padres de la Iglesia. También fueron muy apreciadas por los sabios las obras de física y matemáticas que publicó Gerdil, prodigándole por ellas grandes elogios Mairan y d'Alambert en sus cartas de 26 de julio de 1754 y 4 de octubre de 1755.

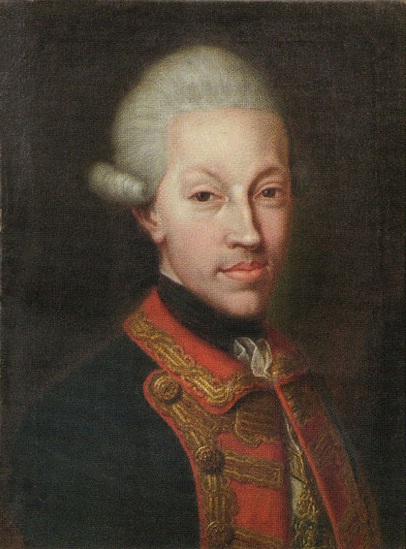
Carlos Manuel IV de Cerdeña

El sabio bernabita tenía que evacuar una infinidad de negocios además de sus numerosas ocupaciones como profesor y como escritor. Era confesor del Arzobispo, provincial de los colegios de su orden en Cerdeña, teólogo arzobispal y consultor del Cardenal de Lanza, y querían elegirle general cuando a instancia de Benedicto XIV, el Rey Carlos Manuel III le encargó la educación de su hijo el Príncipe del Piamonte, luego Carlos Manuel IV. Gerdil desempeñó su cometido con prudencia, celo y buen éxito y su real pupilo le honró siempre como a un padre.
En los intervalos que este cargo le dejaba libres compuso una serie de pequeños tratados pedagógicos y escritos especiales para el joven Príncipe: una Lógica abreviada, una Historia de la filosofía, una Exposición de los principios más generales de metafísica, varios compendios de Historia, una Introducción a las instituciones de Justiniano, etc.
Unía Gerdil a su profunda ciencia una verdadera piedad, y con razón se le comparó en su cargo de preceptor a Bossuet y a Fenelon. Su discípulo perseveró durante el tiempo de prueba constante en los principios que su maestro le había inspirado y habiendo resignado la corona en 1802 entró en la Compañía de Jesús y falleció en Roma el 1819.

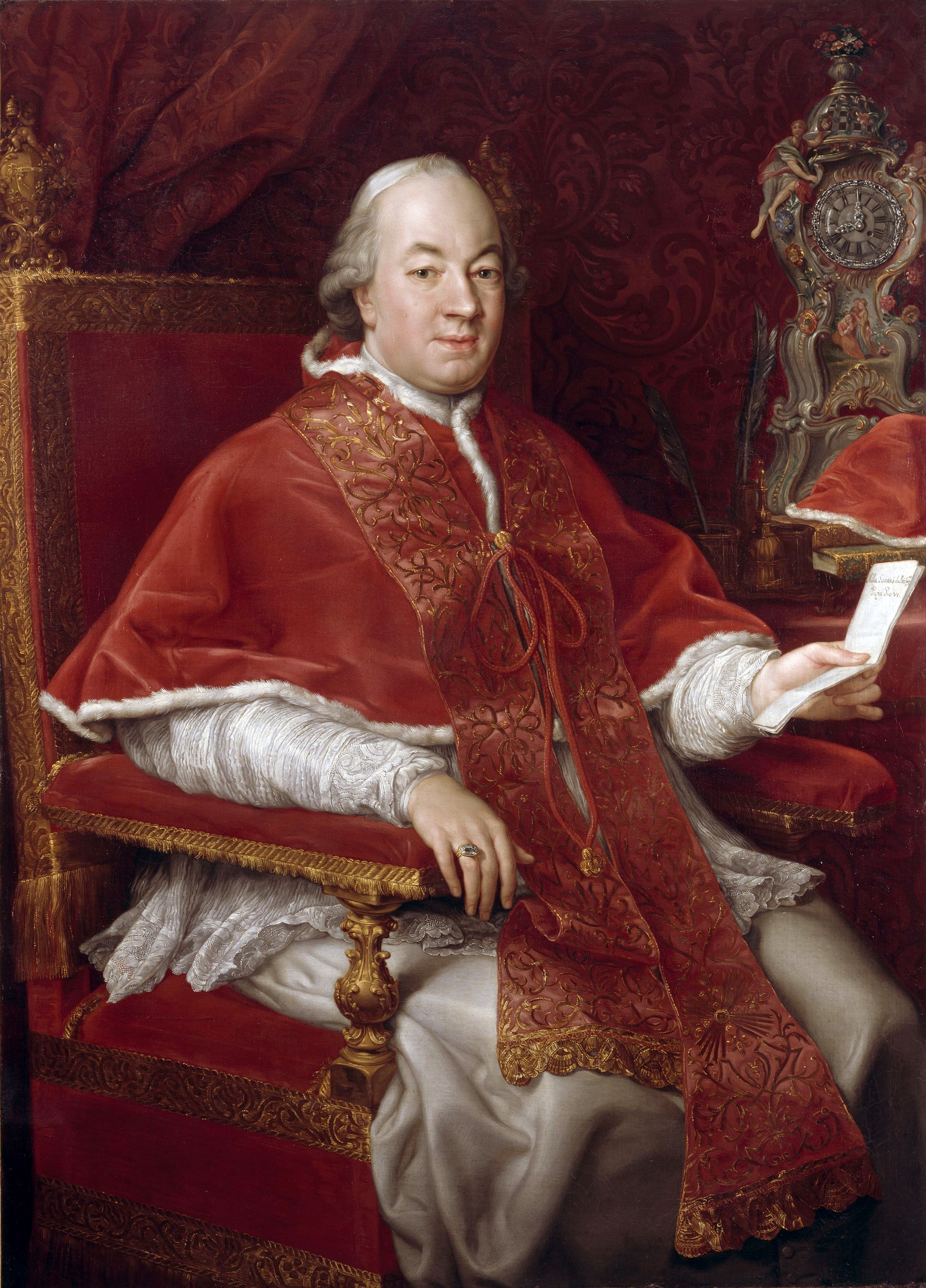
El Papa Pío VI, retrato de Pompeo Batoni

Gerdil vivía muy retirado en la corte; las rentas de la rica abadía que se le había dado, las destinaba al socorro de los necesitados y cuando su fama se había extendido por toda Italia, él solo parecía ignorarlo. Cuando Pío VI le llamó a Roma, le nombró consultor del Santo Oficio y le consagró Obispo de Dybonne, proclamándole Cardenal el 15 de diciembre de 1778, dignidad para la cual le tenía ya reservado in pello Clemente XIV. Bien pronto el nuevo Cardenal fue nombrado prefecto de la Propaganda, protector de los maronitas y miembro de la mayor parte de las congregaciones del sacro colegio, sin que estas dignidades le impidieran trabajar con asiduidad en la corrección de los libros litúrgicos de los orientales y en dar a luz numerosos escritos teológicos principalmente contra Eybel, Febronio y el sínodo de Pistoya. Queriendo oponerse directamente y de una manera positiva, con su ejemplo, al mal efecto de esta asamblea, hizo presidir por su vicario general un sínodo diocesano en su abadía exenta de San Michele della Chiusa en Cerdeña, en septiembre de 1789 cuyas excelentes constituciones se hallan en el volumen XIX de la edición romana de sus obras completas.
El palacio de Gerdil en Roma era el punto de reunión de to los sabios; su espíritu lúcido y penetrante, enérgico y capaz brillaba en las cuestiones más difíciles y por otra parte sus costumbres eran tan sencillas ahora como siempre permaneciendo pobre bajo el brillo de la púrpura. Después de la ocupación de Roma por el general Berthier, en febrero de 1798, se vio obligado a abandonará Roma que había llegado a ser para él una segunda patria, siéndole preciso vender su preciosa biblioteca para atender los gastos del viaje.
Resignado y animoso en su desgracia se dirigió a Siena junto a la persona de Pío VI pero no le fue permitido gozar de tan santa compañía. Con los socorros de sus dos generosos amigos el Cardenal español Lorenzana y el Arzobispo de Sevilla, Despuig, marchó al Piamonte y desde Turín se dio a conocer en una circular de 14 de agosto de 1798 como delegado apostólico, manifestando los poderes extraordinarios de que a petición del Rey, le había investido el Papa durante su ausencia de Roma. Desde aquí pasó a su abadía della Chuisa y retirado en su seminario vivió en una penuria extrema bajo el enorme peso de sus ochenta años, ocupado en la oración y el estudio pero manteniéndose su espíritu siempre alegre, dispuesto y tranquilo.
En diciembre pasó a Venecia al cónclave. Un gran número de votos se reciñeron en él y ya temblaba ante la inmensa carga que le amenazaba, cuando movidos los Cardenales por la exclusión que Austria hizo valer contra el súbdito del Rey de Cerdeña y más aún contra un francés y considerando además la avanzada edad del Cardenal Gerdil, cambiaron de opinión. Gerdil siguió al nuevo Papa Pío VII a Roma, y después de haber publicado muchas de sus obras en Venecia, murió a consecuencia de una enfermedad de 25 días el 12 de agosto de 1802 a la edad de 84 años, en una celda del convento de Bernabitas. El llanto fue general y se honró su memoria con una medalla acuñada en su honor y un epitafio compuesto para el monumento erigido en la iglesia de su orden por el padre Fontana, general de las Bernabitas (después Cardenal) quien pronunció también su oración fúnebre. Fue enterrado en la Iglesia de San Carlos de Catinari en Roma.

## Obra
Durante sesenta años había sido Gerdil infatigable defensor de la iglesia y elevó a su gloria innumerables y excelentes escritos. Desde 1781 a 1794, el Padre Toselli publicó una edición en seis volúmenes en Bolonia, pero Fontana desde 1806 a 1809 y Grandi en 1819, publicaron en Roma ediciones mucho más completas en veinte gruesos volúmenes en 4.*, que sin embargo no contienen aun todas las obras de Gerdil, pues muchos de sus manuscritos se perdieron en los últimos años de su vida. Las obras del sabio Cardenal están escritas en francés unas, en italiano otras y otras en latín, y tratan de todas las materias de los conocimientos humanos: se las puede clasificar del medo siguiente:
- Obras históricas. A esta clase pertenecen muchos tratados escritos para su real discípulo, como una Tabla histórica del imperio romano desde César hasta el año 458; Fragmentos de la historia de la casa de Saboyas; una Historia de los tiempos de Luis V hasta la paz de Huberburtsgo; Consideraciones sobre el Emperador Julián; Vida de San Alejandro Saúl: Obispo de Aleria y Apóstol de loa Corsos

- Obras de matemáticas y física. Disertación sobre la incompatibilidad de la atracción, etc.

- Obras filosóficas. A estas pertenecen sus Institutiones lógicae, su Tratado de la inmortalidad del alma, contra Locke, Turín, 1747; la Apología de la teoría de Malebranche, sobre el origen de tas ideas, Turín, 1748; el Examen de los principios filosóficos de Wolf; las Disertaciones sobre la existencia de Dios y la inmaterialidad de las naturalezas inteligentes; las Reflexiones sobre una memoria de M. Beguelin sobre el principio de la razón suficiente y la posibilidad de sistema del acaso; la Historia de la filosofía antigua, etc.

- Obras de filosofía moral: tales como su Discurso filosófico sobre el hombre, impreso por primera vez en 1768; sus Pensamientos sobre los deberes de los diferentes estados; sus Lecciones latinas sobre Etica; una Disertación sobre el origen del sentido moral, sobre el duelo y otros muchos discursos académicos.

- Obras de derecho civil y político y de economía política a las que pertenecen sus Disertaciones sobre la soberanía y sobre la naturaleza y efectos del lujo; el Examen político sobre el comercio, las Observaciones sobro el libro VI de la historia filosófica y política del comercio en ambas Indias por el abate Raynal y sus Elementorum moralis prudentiae juris specimen,

- Obras pedagógicas. Entre los diversos tratados sobre planes de estudios de los institutos religiosos, de los establecimientos legos de educación y otros diversos tratados sobre estas materias. Ocupa el primer lugar su Anti-Emilio o reflexiones sobre la teoría y práctica de la educación, contra los principios de J. J. Rosseau, Turín, 1763.

- Obras de filosofía religiosa, sobre todo su Introducción al estudio de la religión, desgraciadamente incompleta, 1755; el Esclarecimiento sobre los caracteres de la verdadera religión, Turín, 1767 y Tratado sobre el método y necesidad de demostrar la revelación.

- Obras teológicas Saggio d'istrutione teológica, publicado en Roma poco después de su llegada y a la que Añadió muchas disertaciones; Comentario abreviado de gratia; Tratados de Censuris, de Usura y de Attritione, Curso de teología moral en latín . Responsio ad archiepiscopnm Ebredunensem, de jurisdictione parrochorum; Observaciones sobre las objeciones del canciller Pfaff a la certidumbre de la tradición; Tratado sobre el uso que pueden hacer los católicos, de los argumentos de los protestantes para probar la revelación, y por último, Opuseala ad hie rarchicam Ecclesice constitutionem spectantia, impresa en Venecia en 1789.

Deben finalmente citarse entre sus obras bajo el punto de vista de la historia:
- De ratione ineundae concordiae Catholicos inter et heterodoxos; Conjectaria ad hierarch. Eccl. spectantia ex his quae acta suntinter Bossuetum et Molanum, escrita a ruego del sabio benedictino Bohm, profesor de teología en Fulda;

- La refutación (en italiano) de dos escritos dirigidos contra el Breve Super soliditale (en que se condenaba el libro de Eybel titulado: ¿Qué es el Papa?) Roma, 1798

- Animadversiones in Commeta Fébronii, objeto de particular elogio de Pío VI en un breve especial expedido el 3 de marzo de 1793.

- Crítica de las teorías de derecho eclesiástico de Slevot y Lakis

- Escritos relativos a la Bula Autorem fidei en que se condenó el sínodo de Pistóya

- Nueve cartas pastorales y constituciones sinodales que no se conservan completas.